# Dee Gibson
Dee Gibson Jr. (Cleveland, Tennessee; 25 de agosto de 1923-Bowling Green, Kentucky; 8 de abril de 2003) fue un jugador de baloncesto estadounidense que disputó una temporada en la NBA, además de jugar en la NBL y la NPBL. Con 1,80 metros de estatura, jugaba en la posición de base.

## Trayectoria deportiva

### Universidad
Jugó durante dos temporadas con los Hilltoppers de la Universidad de Kentucky Occidental, distanciadas entre sí cuatro años debido al servicio militar durante la Segunda Guerra Mundial, en las que además destacó como jugador de tenis.

### Profesional
Fue elegido en la quincuagésimo séptima posición del Draft de la NBA de 1948 por los Minneapolis Lakers, pero acabó fichando por los Tri-Cities Blackhawks de la NBL, que al año siguiente accederían a la NBA, competición en la que Gibson disputó una temporada, en la que promedió 6,4 puntos y 2,9 asistencias por partido.
En 1950 fichó por los Louisville Alumnites de la NPBL, con los que jugó una temporada, en la que promedió 9,4 puntos por partido.

## Estadísticas de su carrera en la NBA

### Temporada regular
| Temporada | Edad | Equipo                | Liga | P  | TIT | MIN | TC  | TCA | %TC  | 3P | 3PA | %3P | TL  | TLA | %TL  | R.OF. | R.DEF. | REB | ASIS | ROB | TAP | PER | FP  | PTS |
| 1949-50   | 26   | Tri-Cities Blackhawks | NBA  | 44 |     |     | 1.8 | 5.6 | .314 |    |     |     | 2.9 | 4.0 | .718 |       |        |     | 2.9  |     |     |     | 2.6 | 6.4 |
| Total     |      |                       | NBA  | 44 |     |     | 1.8 | 5.6 | .314 |    |     |     | 2.9 | 4.0 | .718 |       |        |     | 2.9  |     |     |     | 2.6 | 6.4 |

### Playoffs
| Temporada | Edad | Equipo                | Liga | P | MIN | TCA | TC | 3PA | 3P | TLA | TL | R.OF. | REB | ASIS | ROB | TAP | PER | FP | PTS | %TC  | %3P | %FT  | MIN | PTS | REB | AST |
| 1949-50   | 26   | Tri-Cities Blackhawks | NBA  | 3 |     | 4   | 11 |     |    | 3   | 5  |       |     | 2    |     |     |     | 11 | 11  | .364 |     | .600 |     | 3.7 |     | 0.7 |
| Total     |      |                       | NBA  | 3 |     | 4   | 11 |     |    | 3   | 5  |       |     | 2    |     |     |     | 11 | 11  | .364 |     | .600 |     | 3.7 |     | 0.7 |